# Система вловлювання випарів бензину
Систе́ма вло́влювання ви́парів бензи́ну (англ. evaporative emission control; EVAP) призначена для запобігання витоку випарів бензину із системи подачі палива автомобіля в атмосферу. Випари утворюються при нагріванні бензину в паливному баку, а також при зниженому атмосферному тиску. У результаті використання системи вловлювання випари бензину акумулюються у ній, а при запуску двигуна виводяться у впускний колектор та спалюються в двигуні. Система застосовується на всіх сучасних моделях бензинових двигунів.

## Конструктивні особливості
Система вловлювання випарів бензину об'єднує вугільний адсорбер, електромагнітний клапан для його продування, двоходовий клапан, аварійний блокувальний гравітаційний клапан, сепаратор пального та сполучні трубопроводи.
Сепаратор пального встановлюється у верхній частині паливного бака і призначений для запобігання попаданню рідкої фази пального у парову магістраль. Двоходовий клапан забезпечує при перемиканні можливість руху випарів бензину з бака у адсорбер, або надходження повітря в бак при появі відносного розрідження у баку. Гравітаційний клапан запобігає витіканню бензину через систему вловлювання випарів у випадку перекидання автомобіля, так як при куті нахилу більшому за 90° — клапан закривається.
Основу конструкції системи становить адсорбер, який збирає випари бензину з паливного бака. Адсорбер заповнений гранулами активованого вугілля, які безпосередньо поглинають і зберігають випари бензину. Адсорбер має три зовнішні трубопровідні сполучення:
- з паливним баком (через нього випари палива надходять в адсорбер);
- з впускним колектором (через нього відбувається продування адсорбера);
- з атмосферою через повітряний фільтр або окремий клапан на вході (через нього створюється перепад тиску, необхідний для продування).

## Принцип роботи
Коли двигун транспортного засобу зупинений, то електромагнітний клапан продування буде в закритому стані. Тоді випари пального з бака будуть трубопроводом через сепаратор пального, аварійний блокувальний гравітаційний клапан та двоходовий клапан безпосередньо рухатися до адсорбера, де вони будуть поглинатися вугільним фільтром.
Звільнення адсорбера від накопичених випарів бензину здійснюється за допомогою продування (регенерації). Коли двигун працює, адсорбер починає активно продуватися повітрям, випари будуть в інтенсивному режимі відсмоктувати до дросельного патрубка. Керування процесом регенерації в системі вловлювання випарів пального забезпечує електромагнітний клапан продування адсорбера. Клапан є виконавчим механізмом системи керування двигуном і розташовується в трубопроводі, який сполучає адсорбер з впускним колектором.
Продування адсорбера проводиться за певних режимів роботи двигуна (частота обертання колінчастого вала, навантаження). На холостому ході і при не прогрітому двигуні продування не проводиться.
За командою від електронного блоку керування електромагнітний клапан відкривається. Випари бензину, що знаходяться в адсорбері, продуваються за рахунок розрідження у впускному колекторі. Вони потрапляють через впускний колектор у камеру згоряння двигуна.
Інтенсивність надходження випарів бензину регулюється часом відкриття клапана. При цьому в двигуні підтримується оптимальне співвідношення повітря і палива у паливо-повітряній суміші.
У двигунах з турбонаддування при роботі турбокомпресора розрідження у впускному колекторі не створюється. Тому в систему EVAP включений додатковий двоходовий клапан, який спрацьовує і спрямовує випари палива при продуванні адсорбера у впускний колектор (за відсутності тиску наддування) або на вхід компресора (при наявності тиску наддування).